# Paulette Bethel
Tiến sĩ Paulette A. Bethel là một nhà ngoại giao Bahamas đến từ Khối thịnh vượng chung ở Bahamas. Bà bắt đầu sự nghiệp chuyên nghiệp của mình vào năm 1980 trong lĩnh vực quốc tế với tư cách là Trợ lý Cán bộ Xã hội tại Trung tâm Phát triển Xã hội và Nhân đạo (CSDHA) tại Vienna, Áo. Sau đó, cô gia nhập Bộ Ngoại giao (Bahamas) và phục vụ trong các chức vụ ngoại giao trong nhiều năm cho đất nước của mình. Bà là Cố vấn đặc biệt cho Văn phòng Chủ tịch phiên họp thứ bảy mươi của Đại hội đồng Liên Hợp Quốc. Bà trước đây là Đại diện thường trực của Bahamas tại Liên Hợp Quốc từ ngày 4 tháng 3 năm 2003 đến ngày 31 tháng 3 năm 2013. Bà là nữ Đại sứ đầu tiên của Bahamas tại Liên Hợp Quốc. Bà cũng từng làm Giám đốc của Học bổng học bổng tại Tổ chức các quốc gia châu Mỹ (OAS); vị trí đầu tiên như vậy cho một quốc gia của Bahamas.

## Tiểu sử
Paulette A. Bethel, người Bahamian, lấy bằng Cử nhân Nghệ thuật (BA) từ Đại học Toronto và bằng Thạc sĩ Nghệ thuật (MA) từ Đại học Howard. Bà học tại Đại học Massachusetts tại Amherst và nhận bằng Tiến sĩ Triết học (Ph. D) về Xã hội học năm 1980. Bà cũng đã nghiên cứu và đạt được Giấy chứng nhận cho quá trình sáng tạo Tạo thuận lợi và Giấy chứng nhận cho các cuộc đàm phán quốc tế: Kỹ năng và kỹ thuật thực tế.
Sau khi hoàn thành giáo dục của mình, năm 1976, Bethel làm giảng viên về Xã hội học tại Đại học Bahamas. Sau đó, cô trở thành Chủ tịch của Khoa Khoa học Xã hội trong cùng một trường đại học trong năm 1977. Bà bắt đầu sự nghiệp chuyên nghiệp với tư cách là một nhà ngoại giao tại Vienna năm 1981 với Liên Hợp Quốc với tư cách là Trợ lý Cán bộ Xã hội tại Trung tâm Phát triển Xã hội và Nhân đạo (CSDHA). Sau đó, cô trở thành một nhà ngoại giao trong Bộ Ngoại giao (Bahamas) và từng là Cố vấn Bộ trưởng tại Phái bộ Thường trực của Bahamas tại Liên Hợp Quốc. Sau đó, bà chuyển đến Đại sứ quán của Bahamas ở Washington DC, vào năm 1988 và đồng thời được đại diện cho Tổ chức các quốc gia châu Mỹ (OAS). Bà là nhà ngoại giao đầu tiên làm việc ở cấp Giám đốc của Học bổng học bổng tại OAS, năm 1994. Sau đó, bà trở về Bahamas, làm việc với khu vực tư nhân trong lĩnh vực dịch vụ tài chính và doanh nghiệp quốc tế về các vấn đề quản lý rủi ro và tuân thủ.
Vào tháng 3 năm 2007, bà là "Trưởng nhóm" của Chuyến thăm chung của các Ban điều hành của UNICEF, UNDP, UNFPA và WFP đến Liberia để đánh giá việc sử dụng các quỹ của Liên Hợp Quốc và thực hiện các chương trình trong quá trình chuyển đổi đất nước từ " hậu xung đột để tái thiết, phục hồi và phát triển. " 
Đại diện cho đất nước của mình với tư cách là người phụ nữ đầu tiên, bà được bổ nhiệm làm Đại sứ đặc mệnh toàn quyền của Bahamas tại Liên Hợp Quốc từ năm 2013; bà đã làm việc trong khả năng này cho đến tháng 3 năm 2013. Các dịch vụ dài và rộng của bà tại Liên Hợp Quốc bao gồm sự liên quan đến các vấn đề liên quan đến các Mục tiêu Phát triển Bền vững (SDGs), biến đổi khí hậu, ngân sách và quản lý. Tại Phiên họp thứ 68 của Đại hội đồng Liên Hợp Quốc được tổ chức vào tháng 9 năm 2011, bà đã đảm nhiệm chức vụ Trưởng của Văn phòng Tổng thống cho phiên họp đó.